# Beş Kardeş – Five Brothers
Beş Kardeş – Five Brothers (Originaltitel: Beş Kardeş) ist eine türkische Fernsehserie, die erstmals 2015 auf dem Sender Kanal D ausgestrahlt wurde.

## Inhalt
Die Serie erzählt die Geschichte von fünf Brüdern, die nach dem Tod ihrer Eltern unter einem Dach in einem alten Istanbuler Viertel leben. Jeder der Brüder hat eine eigene, sehr unterschiedliche Persönlichkeit und Lebensweise, was immer wieder zu komischen und tragischen Situationen führt. Im Mittelpunkt steht Sait, der älteste Bruder, der sich wie ein Vater um die anderen kümmert und dabei versucht, sein eigenes Leben zu meistern.

## Produktion
Beş Kardeş – Five Brothers wurde von Onur Ünlü entwickelt und inszeniert. Die Musik komponierte Toygar Isikli. Die Serie umfasst 1 Staffel mit 13 Episoden und wurde am 4. August 2015 ausgestrahlt. In Deutschland erschien die Serie am erstmals 10. Februar 2025 auf Pluto TV mit deutschen Untertiteln.